# 布拉德·紐利
布拉德·紐利（英語：Brad Newley，1985年2月18日—），澳大利亞籃球運動員。他曾代表澳大利亞國家男子籃球隊參賽，曾兩次隨隊參加奧林匹克運動會，均獲得第七名。